# Детское Тюрквидение — 2015
Детский конкурс песни тюркского мира Тюрквидение 2015 (тур. Bala Türkvizyon Şarkı Yarışması 2015) — первый детский конкурс песни Тюрквидение, который прошёл 15 декабря 2015 года в Стамбуле . В конкурсе приняли участие более 10 стран и регионов, имеющих преимущественно тюркское население или в которых широко распространены тюркские языки. Победу на конкурсе одержали участники из Азербайджана Ахмед Амирли и Нурай Рахман с песней «Çocukluk Yılları», а Казахстан и Грузия заняли второе и третье место соответственно.
Всего в конкурсе приняли участие 13 стран. Менее чем за месяц до конкурса от участия отказались все российские регионы, ранее подтвердившие своё участие. Причиной отказа стало прекращение содружества Министерства культуры РФ с организацией ТЮРКСОЙ из-за политического кризиса между Россией и Турцией. Также в день финала от участия отказался Узбекистан.

## Место проведения
Детское Тюрквидение 2015 прошло в городе Стамбул, крупнейшем городе Турции, который расположен на берегах пролива Босфор, разделяющего его на европейскую (основную) и азиатскую части, соединённые мостами и метротоннелем. Ранее планировалось провести конкурс в избраной «столице тюркского мира» — городе Мары и в городе Ашхабад, столице Туркмении. Турецкий национальный вещатель TMB 27 октября 2015 объявил о том, что детский конкурс песни Тюрквидение 2015 пройдёт 15 декабря в университет Едитепе.
Университет был основан в 1996 Стамбульским Фондом Образования и Культуры, который стремится способствовать возможностям получения образования на некоммерческой основе. Университетский городок состоит из 236 тысяч квадратных метров закрытой области и 125 тысяч квадратных метров открытой области. У этого есть 319 классов, 22 лекционных зала, 32 компьютерных лаборатории, 74 профессиональных лаборатории, принадлежащие Искусствам, Архитектуре, Коммуникации, Разработке и Научным Факультетам и 2 профессиональным фотографическим студиям. Сам конкурс прошёл на сцене актового зала имени Инана Кырача.

## Участники
| Страна             | Язык            | Артист                            | Песня                   | Перевод             | Очки | Место |
| ------------------ | --------------- | --------------------------------- | ----------------------- | ------------------- | ---- | ----- |
| Азербайджан        | азербайджанский | Ахмед Амирли и Нурай Рахман       | «Cocukluk Yillari»      | «Детские годы»      | 115  | 1     |
| Албания            | турецкий        | Аврора Капо                       | «Yıldızlarla Dans»      | «Танцы со звездами» | 100  | 7     |
| Беларусь           | азербайджанский | Фатех Гусейн                      | «Usaqlarin Seheri»      | «Город детей»       | 90   | 11    |
| Гагаузия           | гагаузский      | Яна Димова                        | «Ey Oglan»              | «Ох, мальчик!»      | 98   | 8     |
| Грузия             | азербайджанский | Шабан Мамедов                     | «Seninle Bagli Arzular» | «Желания с вами»    | 112  | 3     |
| Иран               | азербайджанский | Аттила, Роза, Дарья, Айлин и Тала | «Ana Dilim»             | «Родной язык»       | 90   | 12    |
| Казахстан          | казахский       | Турсынхан Еркин                   | «Самға»                 | «Взлетай»           | 113  | 2     |
| Кыргызстан         | киргизский      | Айдин Нурдинов                    | «Kyrgyz Biy»            | «Кыргызский танец»  | 111  | 4     |
| Косово             | турецкий        | Эла Казас                         | «Yeni Yil»              | «Новый Год»         | 93   | 10    |
| Северная Македония | турецкий        | Толга Мазхар                      | «Hadi Benimle»          | «Пойдем со мной»    | 89   | 13    |
| Румыния            | турецкий        | Ирэм Каяали                       | «Sihirbaz»              | «Чародей»           | 102  | 6     |
| Турция             | турецкий        | Группа «Джумхуриет»               | «Hayat Bayram Olsa»     | «Жизнь — праздники» | 95   | 9     |
| Украина            | турецкий        | Альбина Казанжи                   | «Dostluk»               | «Дружба»            | 105  | 5     |

## Результаты
| Количество высших оценок | Количество высших оценок | Количество высших оценок                                                               |
| Кол-во                   | Получившая страна        | Голосовавшая страна                                                                    |
| ------------------------ | ------------------------ | -------------------------------------------------------------------------------------- |
| 9                        | Казахстан                | Азербайджан, Албания, Беларусь, Гагаузия, Грузия, Кыргызстан, Румыния, Турция, Украина |
| 7                        | Азербайджан              | Албания, Беларусь, Гагаузия, Грузия, Иран, Северная Македония, Украина                 |
| 7                        | Грузия                   | Азербайджан, Албания, Беларусь, Гагаузия, Косово, Иран, Северная Македония             |
| 5                        | Кыргызстан               | Албания, Беларусь, Гагаузия, Казахстан, Украина                                        |
| 4                        | Гагаузия                 | Грузия, Казахстан, Кыргызстан, Украина                                                 |
| 4                        | Украина                  | Гагаузия, Грузия, Казахстан, Кыргызстан                                                |
| 3                        | Албания                  | Гагаузия, Казахстан, Северная Македония                                                |
| 3                        | Румыния                  | Азербайджан, Албания, Беларусь                                                         |
| 2                        | Беларусь                 | Азербайджан, Грузия                                                                    |
| 2                        | Косово                   | Албания, Северная Македония                                                            |
| 2                        | Северная Македония       | Албания, Косово                                                                        |
| 1                        | Иран                     | Грузия                                                                                 |
| 1                        | Турция                   | Северная Македония                                                                     |

| Порядок голосования: 100% голосование от жюри | Порядок голосования: 100% голосование от жюри | Результаты голосования | Результаты голосования | Результаты голосования | Результаты голосования | Результаты голосования | Результаты голосования | Результаты голосования | Результаты голосования | Результаты голосования | Результаты голосования  | Результаты голосования | Результаты голосования | Результаты голосования | Результаты голосования |
| Порядок голосования: 100% голосование от жюри | Порядок голосования: 100% голосование от жюри | Σ                      | Албания                | Азербайджан            | Беларусь               | Грузия                 | Иран                   | Казахстан              | Кыргызстан             | Республика Косово      | Флаг Северной Македонии | Гагаузия               | Румыния                | Турция                 | Украина                |
| Порядок голосования: 100% голосование от жюри | Порядок голосования: 100% голосование от жюри | Σ                      |                        |                        |                        |                        |                        |                        |                        |                        |                         |                        |                        |                        |                        |
| Участники                                     | Албания                                       | 100                    |                        | 8                      | 7                      | 8                      | 8                      | 10                     | 9                      | 8                      | 10                      | 10                     | 7                      | 8                      | 7                      |
| Участники                                     | Азербайджан                                   | 115                    | 10                     |                        | 10                     | 10                     | 10                     | 9                      | 9                      | 9                      | 10                      | 10                     | 9                      | 9                      | 10                     |
| Участники                                     | Белоруссия                                    | 90                     | 9                      | 10                     |                        | 10                     | 7                      | 8                      | 8                      | 8                      | 8                       | 9                      | 3                      | 4                      | 6                      |
| Участники                                     | Грузия                                        | 112                    | 10                     | 10                     | 10                     |                        | 10                     | 9                      | 9                      | 10                     | 10                      | 10                     | 9                      | 7                      | 8                      |
| Участники                                     | Иран                                          | 90                     | 8                      | 8                      | 8                      | 10                     |                        | 8                      | 8                      | 7                      | 7                       | 9                      | 6                      | 5                      | 6                      |
| Участники                                     | Казахстан                                     | 113                    | 10                     | 10                     | 10                     | 10                     | 9                      |                        | 10                     | 6                      | 8                       | 10                     | 10                     | 10                     | 10                     |
| Участники                                     | Киргизия                                      | 111                    | 10                     | 9                      | 10                     | 9                      | 7                      | 10                     |                        | 9                      | 9                       | 10                     | 9                      | 9                      | 10                     |
| Участники                                     | Косово                                        | 93                     | 10                     | 8                      | 9                      | 7                      | 7                      | 8                      | 8                      |                        | 10                      | 9                      | 6                      | 4                      | 7                      |
| Участники                                     | Македония                                     | 89                     | 10                     | 7                      | 7                      | 7                      | 7                      | 6                      | 8                      | 10                     |                         | 9                      | 4                      | 5                      | 7                      |
| Участники                                     | Гагаузия                                      | 98                     | 9                      | 8                      | 8                      | 10                     | 8                      | 10                     | 10                     | 6                      | 7                       |                        | 5                      | 6                      | 10                     |
| Участники                                     | Румыния                                       | 102                    | 10                     | 10                     | 10                     | 7                      | 9                      | 8                      | 9                      | 7                      | 8                       | 9                      |                        | 8                      | 7                      |
| Участники                                     | Турция                                        | 95                     | 9                      | 7                      | 6                      | 7                      | 8                      | 9                      | 8                      | 8                      | 10                      | 9                      | 7                      |                        | 7                      |
| Участники                                     | Украина                                       | 105                    | 9                      | 8                      | 9                      | 10                     | 7                      | 10                     | 10                     | 7                      | 9                       | 10                     | 8                      | 8                      |                        |

## Другие страны и регионы

### Отказ
После инцидента с уничтожением российского Су-24 в Сирии министром культуры РФ Владимиром Мединским в ряд тюркских регионов была направлена телеграмма, в который было написано следующее:
Довожу до вашего сведения позицию минкультуры России о необходимости незамедлительного прекращения всех контактов субъектов РФ с международной организацией «ТюрКСОЙ».Владимир Мединский
Реакцией на это заявление отказ от участия в конкурсе 9 регионов РФ. К слову, организаторы конкурса не получила никаких объяснений со стороны российского правительства, почему были сняты регионы с конкурса. Также Уфа, столица Башкортостана, должна была стать культурной столицей тюркского мира в 2016 году, и принять у себя конкурс в следующем году. Но вместо Уфы, за короткий срок, в срочном порядке в качестве культурной столицы тюркского мира на будущий год был выбран азербайджанский город Шеки.
Ниже перечислены российские регионы, отказавшиеся от участия:
- Башкортостан
- Кабардино-Балкария и Карачаево-Черкесия
- Кумыки
- Москва
- Ставропольский край
- Татарстан
- Тыва
- Хакасия